# Corsair Memory
Corsair Memory is een van oorsprong Amerikaans bedrijf dat zich specialiseert in het maken van een breed spectrum van producten voor computers.
Corsair produceert onder andere DRAM-modules, ATX-computervoedingen, USB-sticks, koelers voor processoren, behuizingen, solid state drives (SSD's), luidsprekers, toetsenborden, monitoren, muizen en muismatten.
Naast het hoofdkantoor in Fremont heeft Corsair ook een productiefaciliteit in Taiwan voor het assembleren, testen en verpakken van producten. In Azië, de Verenigde Staten en Europa heeft het bedrijf distributiecentra en verkoop-en-marketingkantoren.

## Geschiedenis
Corsair Memory werd opgericht in 1994 als Corsair Microsystems door Andy Paul, Don Lieberman en John Beekly. Ze begonnen met het maken van Level 2-cachemodules, de zogenoemde cache-on-a-stickmodules (COASt) voor OEM's. Nadat Intel L2-cache had geïntegreerd in zijn nieuwe processor, de Pentium Pro, ging Corsair zich meer richten op DRAM-modules. In 2002 begon Corsair met de vervaardiging van DRAM-modules voor computerenthousiastelingen, die ze gebruikten om te overklokken. Daarna ging het bedrijf verder met de productie van geheugenmodules en andere computergerelateerde producten zoals ventilatoren en USB-sticks.
In januari 2010 werd het bedrijf ingelijfd bij Corsair Components.

## Producten
Corsair maakt de volgende producten:
- DRAM-geheugenmodules voor desktops en laptops
- USB-sticks
- ATX-voedingen
- computerbehuizingen
- waterkoelingsystemen voor processoren
- ventilatoren voor computerbehuizingen
- SSD's
- game-headsets
- game-toetsenborden
- game-muizen